# Экскурсионная пещера

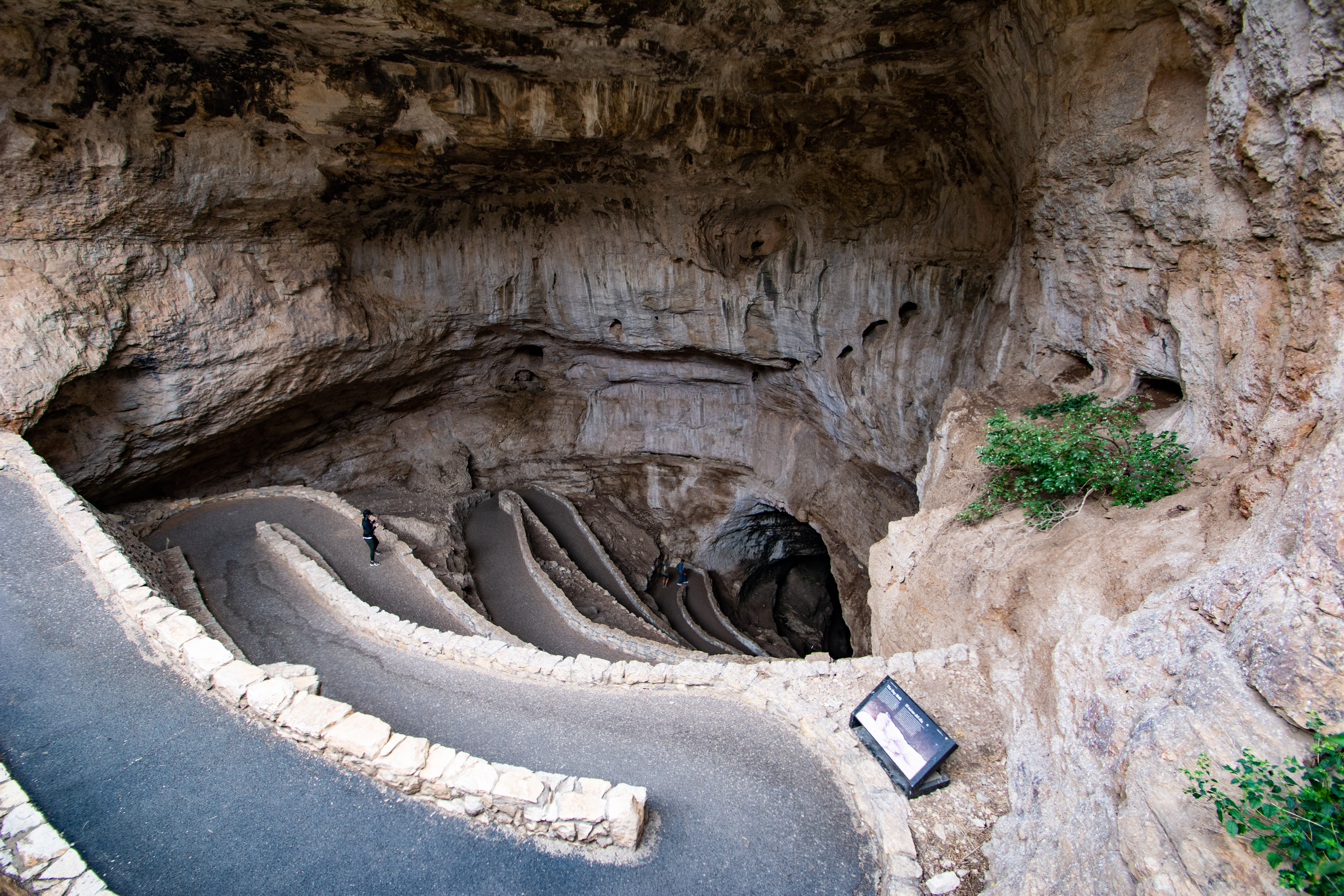
Серпантин внутри естественного входа-провала в Карлсбадские пещеры, США.

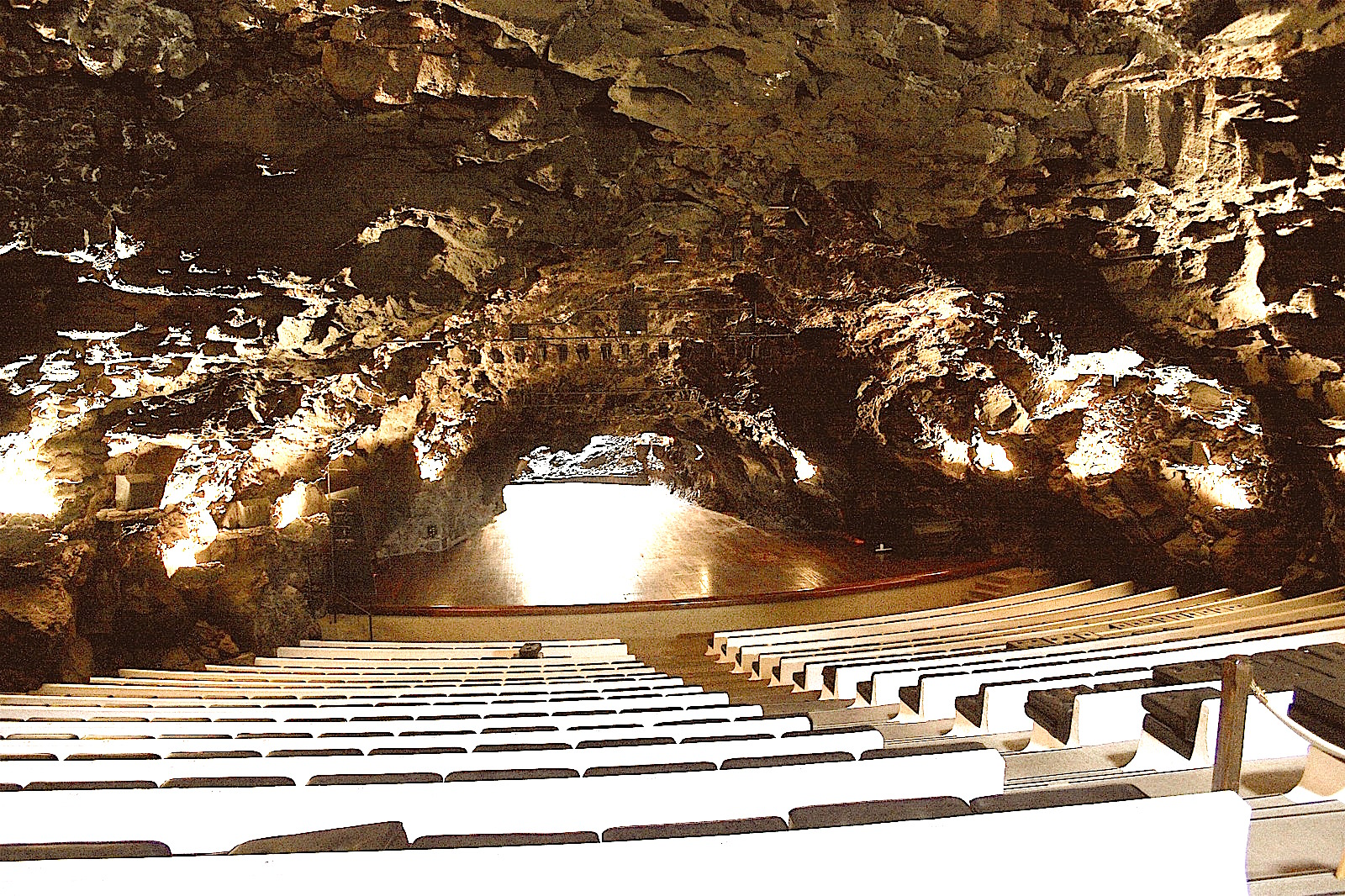
Концертный зал в лавовой пещере Куэва-де-лос-Вердес, Канарские острова.

Экскурсионные пещеры — пещеры, специально оборудованные для посещения на коммерческой основе туристами, не подготовленными в спелеологии. Многие пещеры изобилуют необычными формами, и вторичными отложениями в виде сталактитов, гуровых плотин и других натёчных образований. В то же время, большинство из них труднодоступны для неподготовленных посетителей, опасны из-за нестабильных завалов и паводков, холода и темноты. С повсеместным распространением электрического освещения, во многих странах стали появляться пещеры, специально оборудованные для туристического посещения.

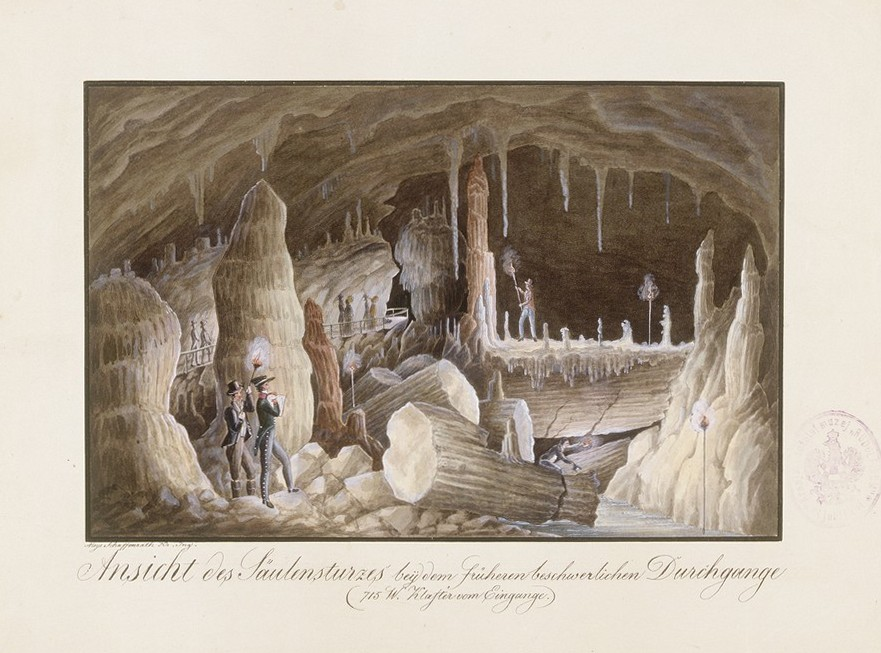
Вид на разрушенные сталактиты Постойнской Ямы. Открытка 1820 года, Алоизий Шаффенрат.

## История
Провести грань между случайными посещениями некоторых пещер людьми, которые совершались издревле, и переходу к формату туристического объекта с последующей коммерциализацией сложно. Пещеру Постойнска-Яма 16 апреля 1818 года посещал первый австрийский император Франц II, причём при подготовке к его визиту было открыто обширное продолжение. В 1819 году Постойнска-Яма была открыта для всеобщего посещения, на обслуживании туристов работала группа из 6 проводников. В 1872 году в этой пещере была проложена первая в мире пещерная железная дорога, поначалу вагонетку с туристами толкали гиды, лишь в 1945 году дорога была электрифицирована. В 1884 году по приказу императора в пещере было сделано электрическое освещение.
Однако первые эксперименты с электрическим освещением Эдвард Крэкнел проводил в пещере Чифли, в Австралии, несколько раньше, в 1880 году. В 1883 пещера Kraushöhle в Австрии стала первой в мире, оборудованной полноценным освещением с лампами накаливания.
Вследствие разрастания в экскурсионных пещерах так называемой ламповой флоры при современном освещении часто используют светодиоды с голубым спектром.

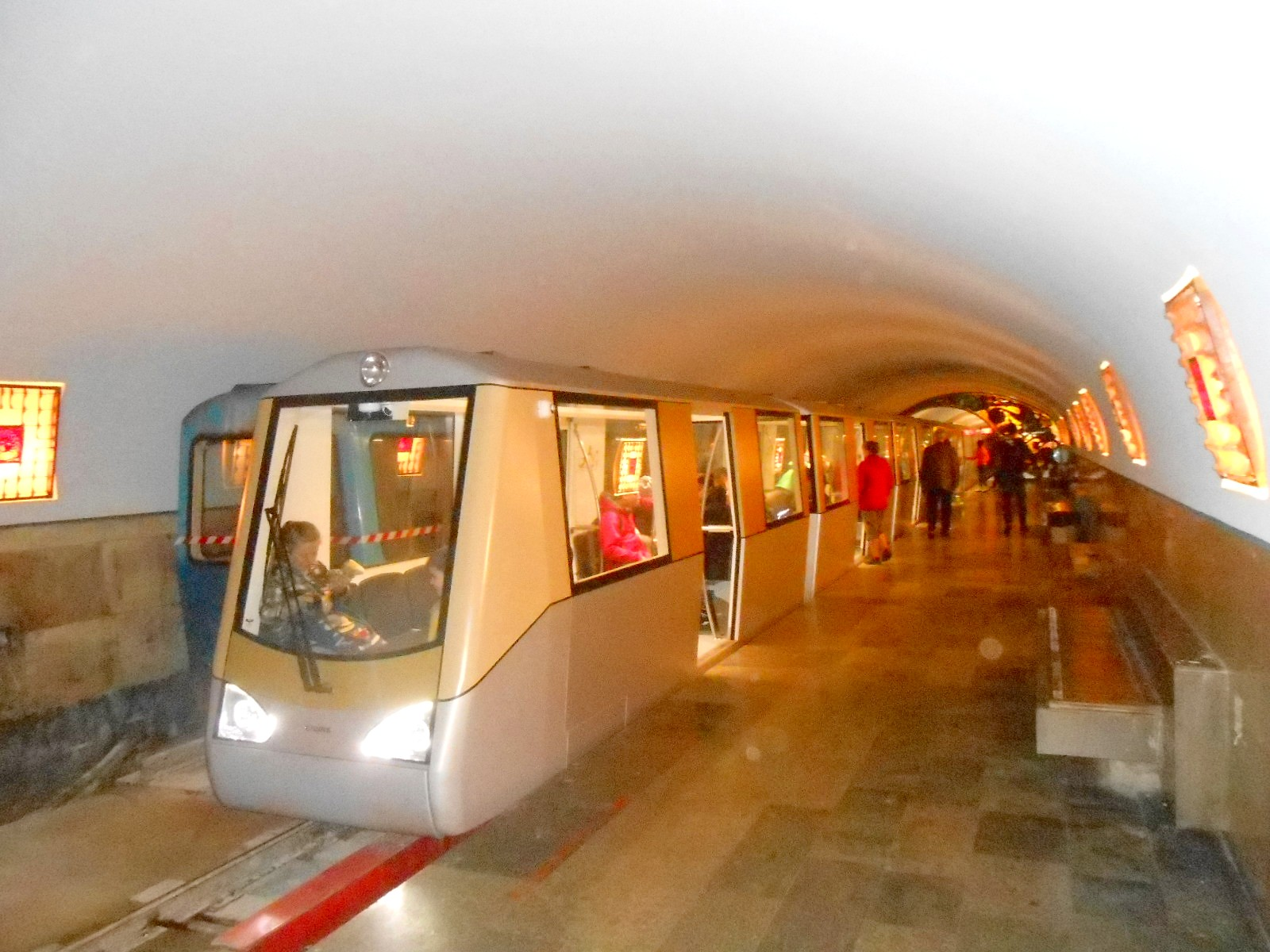
Электропоезд в тоннеле, проложенном к Новоафонской пещере.

## Экскурсионные пещеры в СССР и России

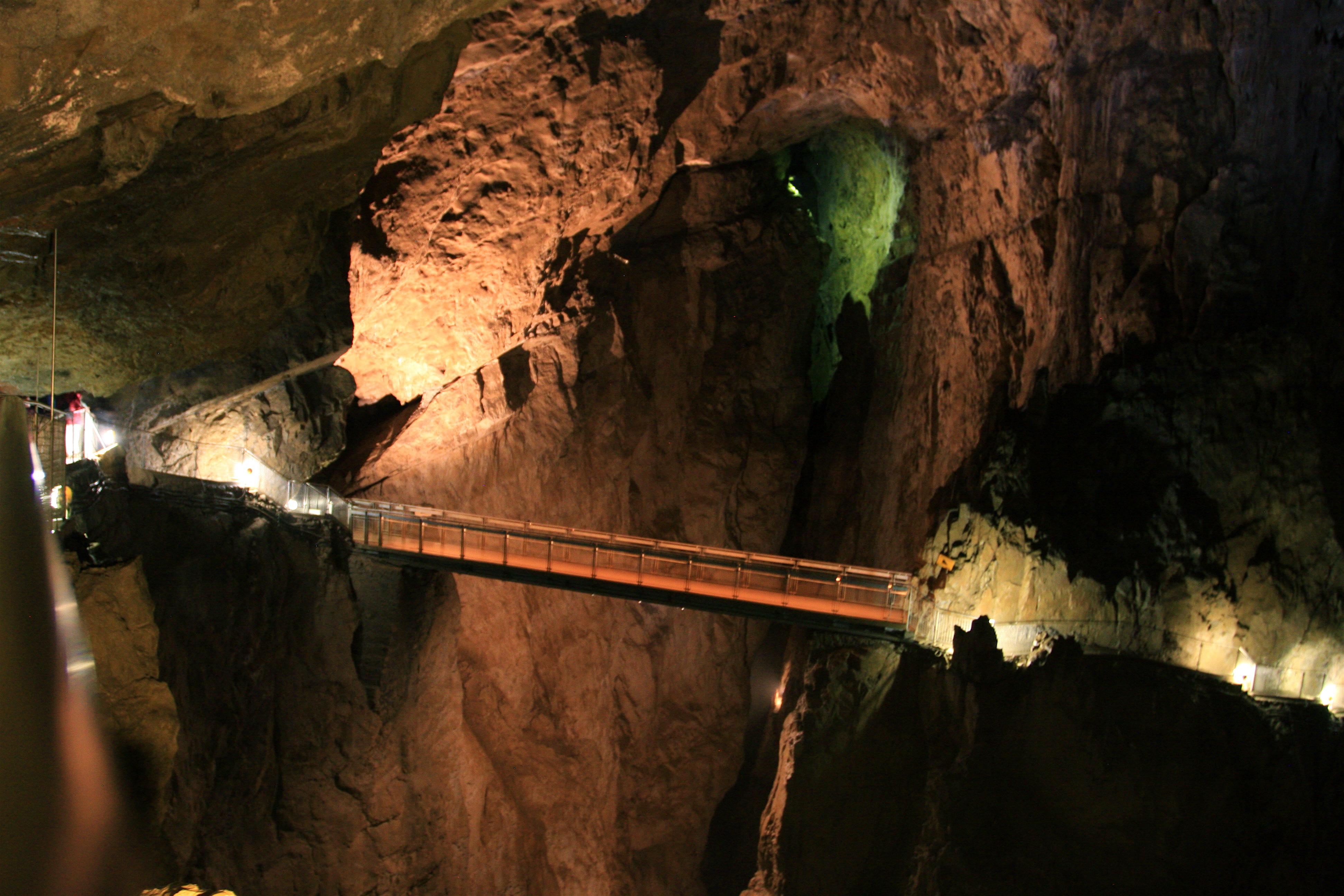
Мост внутри Шкоцианской пещеры, Словения.

- Кунгурская пещера
- Капова пещера
- Новоафонская пещера